# Championnats du monde de badminton 1991
Navigation
Jakarta 1989 Birmingham 1993
Les 7e Championnats du monde de badminton se sont tenus en 1991 au Brøndby Arena à Copenhague au Danemark. La compétition a été organisée par la fédération internationale de badminton.

## Résultats
| Epreuve       | Or                                    | Argent                                 | Bronze                                  |
| ------------- | ------------------------------------- | -------------------------------------- | --------------------------------------- |
| Simple hommes | Zhao Jianhua (en)                     | Alan Budikusuma                        | Ardy Wiranata                           |
| Simple hommes | Zhao Jianhua (en)                     | Alan Budikusuma                        | Liu Jun                                 |
| Simple dames  | Tang Jiuhong                          | Sarwendah Kusumawardhani               | Susi Susanti                            |
| Simple dames  | Tang Jiuhong                          | Sarwendah Kusumawardhani               | Lee Heung-soon                          |
| Double hommes | Park Joo-bong et Kim Moon-soo         | Jon Holst-Christensen et Thomas Lund   | Li Yongbo et Tian Bingyi                |
| Double hommes | Park Joo-bong et Kim Moon-soo         | Jon Holst-Christensen et Thomas Lund   | Bagus Setiadi et Imay Hendra            |
| Double dames  | Guan Weizhen (en) et Nong Qunhua (en) | Christine Magnusson et Maria Bengtsson | Shim Eun-jung et Gil Young-ah           |
| Double dames  | Guan Weizhen (en) et Nong Qunhua (en) | Christine Magnusson et Maria Bengtsson | Hwang Hye-young et Chung So-young       |
| Double mixte  | Park Joo-bong et Chung Myung-hee (en) | Thomas Lund et Pernille Dupont         | Jon Holst-Christensen et Grete Mogensen |
| Double mixte  | Park Joo-bong et Chung Myung-hee (en) | Thomas Lund et Pernille Dupont         | Kang Kyung-jin et Shim Eun-jung         |

## Tableau des médailles
| Rang | Nation       | Or | Argent | Bronze | Total |
| ---- | ------------ | -- | ------ | ------ | ----- |
| 1    | Chine        | 3  | 0      | 2      | 5     |
| 2    | Corée du Sud | 2  | 0      | 4      | 6     |
| 3    | Indonésie    | 0  | 2      | 3      | 5     |
| 4    | Danemark     | 0  | 2      | 1      | 3     |
| 5    | Suède        | 0  | 1      | 0      | 1     |